# Syrinx (Debussy)
Syrinx (L 129) is een compositie voor solo dwarsfluit van de Franse componist Claude Debussy. Debussy schreef het werk in 1913 voor de fluitist Louis Fleury. Het stuk maakt deel uit van het standaardrepertoire voor fluit. Debussy schreef Syrinx oorspronkelijk zonder maatstrepen of ademtekens. Deze werden later door de fluitist Marcel Moyse toegevoegd. De meeste uitgevers gebruiken Moyses uitgave.
Het muziekstuk duurt drie minuten. De première werd gespeeld op 1 december 1913 door Louis Fleury, als toneelmuziek voor het stuk Psyché van Gabriel Mourey om de dood van Pan in dit stuk te begeleiden. De oorspronkelijk titel was dan ook Flûte de Pan. Omdat een van Debussy's Chansons de Bilitis ook al deze titel had, kreeg het muziekstuk later de titel Syrinx, refererend aan de mythe van de amoureuze achtervolging van van de Griekse nimf Syrinx door de god Pan. Toen Syrinx zichzelf in riet veranderde om aan Pan te kunnen ontsnappen, sneed Pan een fluit van dit riet om zijn verdriet te kunnen bezingen: de panfluit.
Syrinx is tekenend voor de impressionistische muziek van Debussy. In het stuk probeert Debussy als het ware de Klassieke Oudheid uit te beelden. Dit gebeurt bijvoorbeeld door het gebruik van trillers en seufzers.

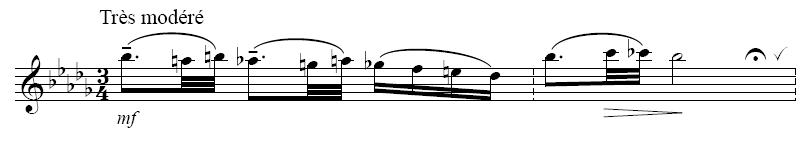
De eerste maten van 'Syrinx'